# Verwaltungsgemeinschaft Bad Tennstedt
De Verwaltungsgemeinschaft Bad Tennstedt in het landkreis Unstrut-Hainich-Kreis in de Duitse deelstaat Thüringen is een gemeentelijk samenwerkingsverband waarbij 13 gemeenten zijn aangesloten. Het bestuurscentrum bevindt zich in de stad Bad Tennstedt.

## Deelnemende gemeenten
1. Bad Tennstedt (2.634)
2. Ballhausen (957)
3. Blankenburg (162)
4. Bruchstedt (281)
5. Haussömmern (239)
6. Hornsömmern (158)
7. Kirchheilingen (861)
8. Klettstedt (241)
9. Kutzleben (699)
10. Mittelsömmern (247)
11. Sundhausen (386)
12. Tottleben (164)
13. Urleben (458)

Anrode · Bad Langensalza · Bad Tennstedt · Ballhausen · Blankenburg · Bothenheilingen · Bruchstedt · Dünwald · Großvargula · Haussömmern · Herbsleben · Heroldishausen · Hornsömmern · Issersheilingen · Kammerforst · Kirchheilingen · Kleinwelsbach · Körner · Kutzleben · Marolterode · Menteroda · Mittelsömmern · Mühlhausen/Thüringen · Neunheilingen · Obermehler · Oppershausen · Rodeberg · Schlotheim · Schönstedt · Sundhausen · Tottleben · Unstruttal · Unstrut-Hainich · Urleben · Vogtei